# Chiesa di Ognissanti (Parma)
La chiesa di Ognissanti è un luogo di culto cattolico dalle forme barocche e neoclassiche, situato in strada Nino Bixio 113 a Parma, in provincia e diocesi di Parma; è sede di una parrocchia compresa nella zona pastorale della città.

## Storia
I primi documenti riguardanti la chiesa di Ognissanti a Parma risalgono al 1230; nel 1317 il tempio era alle dipendenze del monastero delle benedettine di Sant'Alessandro.
La chiesa venne rifatta una prima volta nel 1485 e poi nuovamente ampliata nel 1562, quando inglobò l'oratorio di Santa Teopista; assunse la forma attuale nel corso del XVIII secolo e la facciata fu realizzata nel 1826 da Paolo Gazola.
Nel 1610 Giovanni Lanfranco dipinse per l'altare maggiore della chiesa il Paradiso, sottratto dai francesi e trasportato a Parigi nel 1799 e ora nella Galleria nazionale di Parma.

## Descrizione
La chiesa è a navata unica, con volta a botte e cinque cappelle laterali per parte.
L'edificio conserva numerosi dipinti: l'Immacolata Concezione di Pietro Melchiorre Ferrari, la Madonna con le sante Liberata e Teopista di Antonio Pasini, San Giovanni Battista e il sogno di Giuseppe di Giuseppe Peroni, la Madonna del Rosario di Giovanni Gaibazzi. I quadri della Via Crucis sono stati attribuiti a Francesco Scaramuzza.
Nel 1802 venne trasferito in Ognissanti l'organo realizzato da Bernardo Poncini nel 1747 per il monastero soppresso di Sant'Agostino.

## Organo
Nella chiesa, sopra un'apposita cantoria lignea dipinta a finto marmo, si trova un antico organo a canne costruito nel 1747 dall'organaro parmigiano Bernardo Poncini e restaurato nel 1928 dalla ditta Pedrini.
Lo strumento, a trasmissione meccanica, ha un'unica tastiera con prima ottava scavezza ed una pedaliera a leggio scavezza costantemente unita al manuale.